# Mani Tese
Fondata nel 1964, Mani Tese è una organizzazione non governativa (ONG) ed una organizzazione non lucrativa di utilità sociale (ONLUS).

## Storia
Fondata nel 1964 a Milano da tre sacerdoti missionari del Pime (Amelio Crotti, Giacomo Girardi e Piero Gheddo) nel pieno del miracolo economico italiano, viene riconosciuta come associazione missionaria il 20 ottobre 1966 con presidente mons. Aristide Pirovano. Diviene ente morale, autonomo dai missionari cattolici, a partire dal 1978, mentre dal 1997 è diventato organo consultivo presso il Consiglio Economico e Sociale delle Nazioni Unite (ECOSOC). L'organizzazione ha lavorato a più di duemila progetti, sviluppati in varie parti del Mondo.
Ultimi presidenti:
1974-1987: Graziano Zoni
1994-1996: Giovanni Mozzi
1997-1999: Ugo Biggeri
2000-2001: Angela Comelli
2002-2002: Paolo Groppi
2003-2005: Filippo Mannucci
2006-2008: Gianluca Viaggi
2009-2012: Luigi Idili
2013-2018: Valerio Bini
2018- : Sara de Simone

## Obiettivi
Mani Tese promuove un nuovo ordine economico internazionale basato su giustizia e sostenibilità. L'associazione realizza ogni anno centinaia di attività di educazione allo sviluppo nelle scuole per l'educare all'Intercultura, alla Pace, allo sviluppo sostenibile. 
A Mani Tese aderiscono oltre 40 gruppi di volontari in diverse città d'Italia. I gruppi sono luoghi dove si realizza la progettualità dell'Associazione, luoghi di elaborazione politica e culturale, di confronto e sperimentazione concreta di modelli diversi di relazione con gli altri, con le risorse e con il tempo. Attraverso la Cooperativa Sociale Mani Tese, si promuove la raccolta del materiale riciclabile e il riutilizzo.

### L'organigramma
Le diverse attività di Mani Tese sono organizzate da un coordinatore generale, su delega del Presidente dell'associazione. Il coordinatore partecipa all'elaborazione della proposta di programma associativo sottoposto all'Assemblea dei soci. L'incaricato alle attività esterne assicura la presenza dell'associazione nei coordinamenti e nelle campagne nazionali e internazionali; mantiene i rapporti con il Consiglio Economico e Sociale delle Nazioni Unite; cura i rapporti con le Istituzioni Finanziarie Internazionali e con le iniziative volte al loro monitoraggio; ed è responsabile della ricerca di finanziamenti da enti istituzionali e fondazioni per la realizzazione delle attività di sensibilizzazione.
I responsabili dei progetti, divisi per aree geografiche, esaminano le richieste provenienti dai partner del Sud del Mondo; presentano le richieste selezionate al Comitato Progetti; redigono le richieste di co-finanziamento con gli enti pubblici; monitorano i progetti in corso; curano i momenti di formazione/informazione sui progetti.
Altri responsabili seguono i programmi di formazione nelle scuole e i gruppi che sostengono le attività di Mani Tese.

### L'Assemblea
L'assemblea dei membri è  l'organo sovrano di Mani Tese. È uno degli ambiti in cui si prendono le decisioni. Si riunisce due volte all'anno e conta circa 210 soci. Oltre al Consiglio direttivo elegge due organi di controllo: il Consiglio dei sindaci e il Consiglio di disciplina. 
Il consiglio direttivo è composto da 9 persone elette dall'Assemblea e che rimangono in carica tre anni, al suo interno è eletto il Presidente e Legale Rappresentante. È l'ambito decisionale in cui si articolano i principi generali dell'Assemblea in direttive più specifiche, la cui traduzione operativa sarà poi affidata alla sede centrale. Il Consiglio si riunisce con cadenza mensile.

### I comitati
Ci sono sei comitati: il CAE (Comitato attività esterne), il COES (Comitato educazione allo sviluppo), il CAI (Comitato attività interne), la Redazione del Mensile, il COPRO (Comitato progetti, che si avvale del supporto consultivo delle tre Commissioni: Africa, Asia, America Latina) e il Comitato Comunicazione. Hanno funzione consultiva, di indirizzo, di controllo e anche decisionale negli ambiti delegati dal Consiglio Direttivo.

### I gruppi
I gruppi promuovono sul territorio le azioni decise dall'Assemblea, e le azioni autonomamente scelte coerentemente con le indicazioni generali. I gruppi si riuniscono almeno una volta all'anno nel Convegno gruppi che ha il compito di discutere proposte per Assemblea e Consiglio. Alcuni si sono costituiti in associazione affiliata a Mani Tese, altri in cooperativa. 
Mani Tese si regge sul lavoro dei suoi volontari, che ne diffondono sul territorio i valori portanti. Pensare globalmente significa poter essere davvero agenti di uno sviluppo più a misura d'uomo, che possa consentire a tutte le donne e gli uomini una vita dignitosa e libera da sfruttamenti e ingiustizie senza pregiudicare le opportunità delle generazioni future, ovvero senza distruggere il patrimonio comune rappresentato dalle risorse naturali necessarie alla vita. Agire localmente significa trasformare i principi in azioni concrete, mettendo in gioco se stessi per dare una spallata a quell'ago della bilancia che segna uno squilibrio sempre più ampio tra Nord e Sud del mondo.

## Linee programmatiche
Le Linee Programmatiche esprimono le aspirazioni dei componenti di Mani Tese per il futuro dell'Associazione e rappresentano il quadro di riferimento per i programmi associativi annuali e per le scelte possibili nel rispetto dei contenuti statutari 
Mani Tese è un'associazione popolare di solidarietà e di cooperazione che, attraverso progetti, ricerche, sperimentazioni, proposte ed azioni concrete, intende intervenire sui processi di sviluppo sociale della comunità internazionale allo scopo di: 
- sostenere la parte più povera dell'umanità nella lotta di liberazione da ingiustizie e disuguaglianze;
- essere agente di trasformazione economica e sociale, promuovendo esperienze di economia solidale e rapporti sociali imperniati sui valori di giustizia, nonviolenza, condivisione, solidarietà, dialogo, collaborazione, partecipazione;
- promuovere, a partire dalle nostre società, modelli di sviluppo non competitivi, lavorando per superare la dominante mercificazione del tempo e delle relazioni umane.

Mani Tese è consapevole che la condizione necessaria per qualsiasi strategia di sviluppo umano sostenibile è una ristrutturazione profonda a livello mondiale della distribuzione del reddito, della produzione e dei modelli di consumo.
Alcuni valori guidano le scelte di Mani Tese: l'opzione preferenziale per i deboli e la condivisione; la sobrietà che da sola denuncia l'attuale modello economico di consumismo sfrenato; la cooperazione tra persone e popoli; la nonviolenza.

## Azione politica
Mani Tese riconosce l'importanza dell'azione politica per contribuire a definire e realizzare un modello di sviluppo in armonia con i principi dell'Associazione. L'azione politica si basa sulla partecipazione popolare e si esplica attraverso: 
- la pressione sui centri di potere locale, nazionale ed internazionale;
- l'informazione rivolta all'opinione pubblica;
- la realizzazione diretta di proposte alternative.

## I progetti
Mani Tese è attualmente impegnata nella realizzazione di progetti di sviluppo insieme a partner locali in 14 paesi di 3 continenti:
- America Latina (Bolivia, Brasile, Ecuador, El Salvador, Guatemala, Messico, Nicaragua).
- Africa (Benin, Burkina Faso, Guinea-Bissau, Mozambico, Sudan)
- Asia (Bangladesh, Cambogia, India)

Perché i progetti possano generare effetti positivi anche al di là dei beneficiari diretti, Mani Tese ha scelto di concentrare i propri investimenti in aree circoscritte, all'interno delle quali i singoli interventi si rafforzino vicendevolmente sviluppando positivi effetti moltiplicatori.
Il numero relativamente ristretto di aree di intervento permette di approfondire la conoscenza delle aree stesse, rendendo così più efficace e meno traumatico l'intervento. Tale politica inoltre, consente di instaurare rapporti duraturi con i partner locali in modo tale da favorire un modello di sviluppo che non sia unidirezionale.